# 西公平
西 公平（にし こうへい、1981年1月 - ）は、日本の漫画家。三重県出身。大阪コミュニケーションアート専門学校卒業。2000年代には『週刊少年ジャンプ』（集英社）を中心に活動していたが、2014年以降は『ハルタ』（KADOKAWA エンターブレイン）にて作品を発表していた。

## 経歴
- 2000年9月期の天下一漫画賞で最終候補
- 「彼女は発明王」で2001年10月期の天下一漫画賞最終候補。その後、『赤マルジャンプ』2001年SUMMER号にて「GREADOKURO DEAD」でデビュー。
- 2006年10号より32号まで、「ツギハギ漂流作家」で初の週刊連載。
- かずはじめ[3]のもとでアシスタント経験がある。

## 作品リスト

### 漫画作品

#### 連載
- ツギハギ漂流作家（『週刊少年ジャンプ』2006年10号 - 同年32号）
- 小さくてマッチョな者たち（『ハルタ』volume10 - volume12） - 短期集中連載。同名読み切りの連載化。
- ゲス、騎乗前（『ハルタ』volume23 - volume46）
- 九国のジュウシ（『ハルタ』volume66 - volume89）
- されどふたご（『ハルタオルタ』2023年11月6日 - ）

#### 読み切り
- GREADOKURO DEAD（『赤マルジャンプ』2001SUMMER）
- 倭神礼賛（『赤マルジャンプ』2001WINTER）
- Elephant youth（『週刊少年ジャンプ』2002年31号）
- KING CRIMSON（『週刊少年ジャンプ』2003年50号）
- HALLOO SUNSHINE（『週刊少年ジャンプ』2004年52号）
- ロケットジンギ（『GoGoジャンプ2006』）
- 新・坂本龍馬（単行本『学習漫画 世界の伝記NEXT』）
- ハワード・カーター（単行本『学習漫画 世界の伝記NEXT』）
- 小さくてマッチョな者たち（『ハルタ』volume5）
- 男と女とアンパイア（『ハルタ』volume9）
- 鋼の少年、鉄の掟（『ハルタ』volume16付属小冊子『筋肉フェローズ』、『ハルタ』volume18） - 全2話

### 書籍
- 『ツギハギ漂流作家』、集英社〈ジャンプ・コミックス〉2006年、全3巻
- 『ゲス、騎乗前』、KADOKAWA〈ビームコミックス〉2016年、全3巻
- 『小さくてマッチョな者たち -西公平作品集- 』、KADOKAWA〈ビームコミックス〉2017年、単巻
- 『九国のジュウシ』、KADOKAWA〈ハルタコミックス〉2020年、全3巻
- 『されどふたご』、KADOKAWA〈ハルタコミックス〉2024年 - 、既刊2巻（2025年6月13日現在）
  1. 2024年12月13日発売[4][5]、ISBN 978-4-04-738101-8
  2. 2025年6月13日発売[6]、ISBN 978-4-04-738381-4

### 小説挿絵
- 島田洋七 『がばいばあちゃん めざせ甲子園 みらい文庫版』、集英社〈集英社みらい文庫〉、2011年、全1巻